# T-62
T-62（ロシア語: Т-62テー・シヂスャート・ドヴァー）は、ソビエト連邦で開発された主力戦車である。

## 概要
1950年代に入ると、ソ連軍の戦車開発を管轄するGABTU（装甲車輌総局）は、新世代の戦車砲と対戦車砲弾である、滑腔砲とAPFSDS（装弾筒付翼安定徹甲弾）の開発に着手、これを搭載する次期新型戦車「オブイェークト432」（後のT-64）の開発を、ハリコフ機械製造設計局に発注した。新型戦車砲及び徹甲弾の開発は順調に進んだが、新機軸を盛り込んだ「オブイェークト432」が失敗した場合の保険として、やや性能は劣っても新機軸を盛り込まない、安全確実な従来技術による「オブイェークト140」の開発を、ウラル車輌工場に発注し、量産中のT-55にこの砲システムを組み込んだ改良型の開発計画が立てられた。これが後のT-62へと発展する。
この計画はT-55を設計したレオニード・カルツェフ技師の設計チームが担当、1957年には最初の試作車「オブイェークト165」が完成した。T-55の流れを汲むがより真円に近く平たい形態の全周旋回式砲塔に、第9工場（火砲）設計局開発の100 mmライフル砲 D-54TSを搭載した。D-54TSには発砲後空薬莢を砲塔後上面ハッチより自動排出する機構が備えられていた。
1961年からは当初の計画通り115 mm滑腔砲 U-5TS搭載の試作車が完成、これを「オブイェークト166」、制式名称 T-62 として量産が決定された。正式な量産/配備車両は1965年5月9日、モスクワ赤の広場で行われた「対ドイツ戦勝20周年祝典パレード」で初めて公式に公表された。
T-62は、T-54/55とは違い広く供与はされなかったが、ソ連の同盟諸国でも装備された。第四次中東戦争時にイスラエル国防軍によって鹵獲されたシリア軍の車両は、アメリカに運ばれアメリカ軍によって徹底的なテストを受け、当時としては貴重なソ連製戦車の詳細なデータを西側諸国にもたらしている。
1970年代末の生産終了までに19,019輌が生産された。現在では多くの国で後継のT-72に主力戦車の座を譲っているが、ロシアやウクライナなど一部の国では近代化改修型を主力戦車として運用している。

## 構造

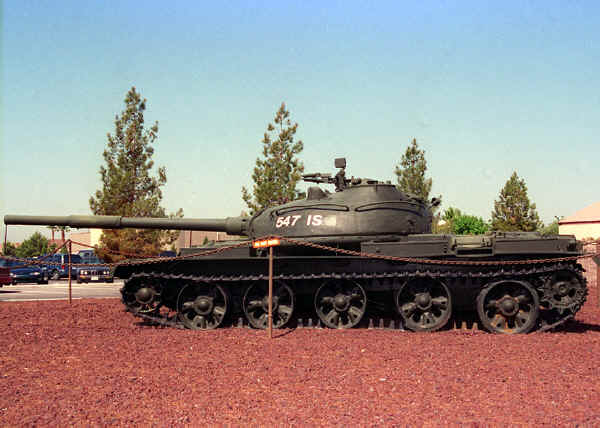
側面から見たT-62。5個の転輪の間隔は、後側の2つの間隔が前側の2つの間隔より大きい

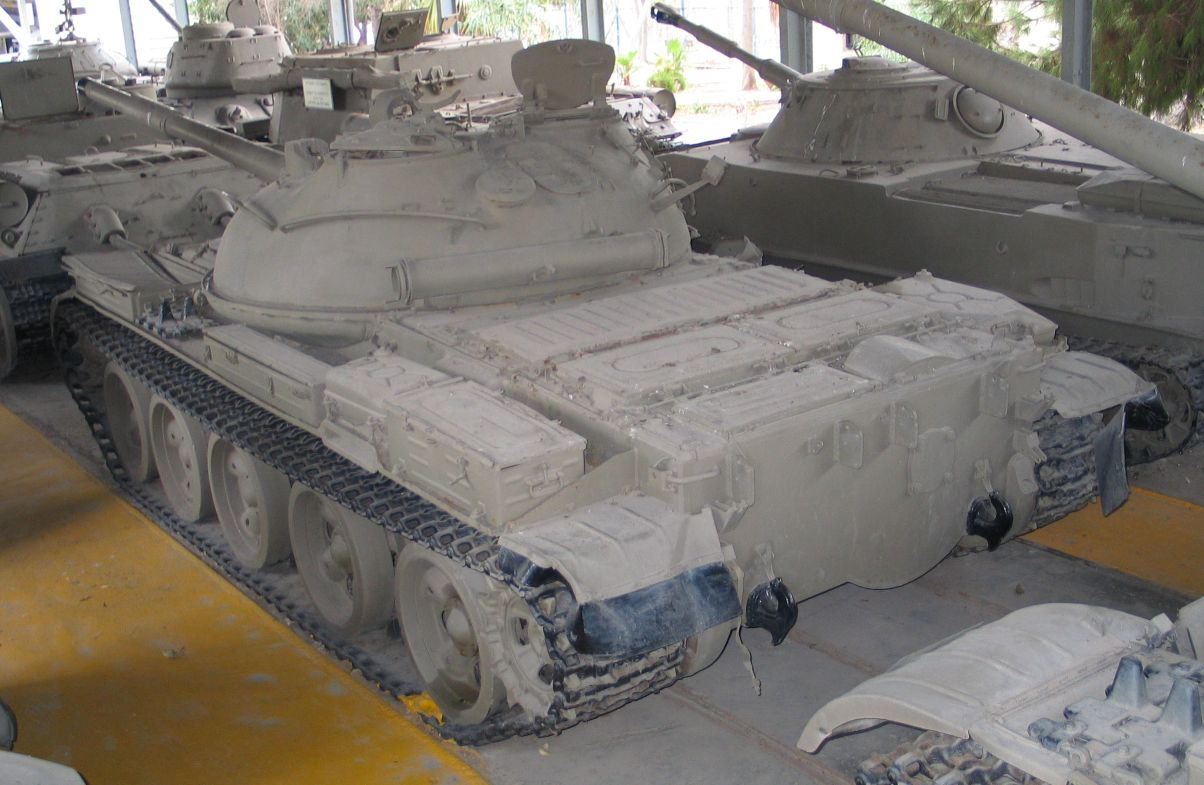
T-62 後方より
砲塔の後ろに楕円形の空薬莢排出ハッチが見える。その向かって左隣にある円盤は換気扇のカバー。砲塔後面に横向きに装着されている円筒がシュノーケルの収納筒で、砲塔直後にある長方形の板が水密扉の防護板である（この車両は水密扉を閉状態としている）

T-62は、基本的にT-55を発展させた型である。車体が若干大きくなり、重量の配分が変わったため転輪のピッチが異なる。T-54/55は第1転輪と第2転輪の間が広いが、T-62は第3・第4転輪の間と第4・第5転輪の間が広く取られている。砲塔はT-54/55のものをさらに洗練した鋳造製で、傾斜の小さい下部ほど厚みがあり、上にいくに従って薄くなる構造である。T-54/55とは異なり、上面も含めた一体鋳造になっている。
最大の特徴は主砲にAPFSDSの運用に適した滑腔砲（ライフリングを施していない砲）を採用した事である。この砲の装甲貫徹力は大きかったが、ソ連陸軍の第二次世界大戦における戦車戦の分析に従い、長距離での戦闘を重視しなかった。このような設計思想であったため、単純な距離計測能力しか持たない（照準器の接眼レンズ内に距離測定用の目盛りを持つのみ）照準器により、射程1,500メートルを越えると命中率が急激に低下するのが弱点であった。これはのちにレーザー測遠器を搭載するなどして改善された。主砲は「メテオール」砲安定装置によって2軸で安定化されおり、照準器も砲安定装置との機械的なリンクにより安定化されている。米軍が実施したテストでは、時速20kmで行進間射撃を行う場合、T-62は1000メートルの移動目標に対して70％の初弾命中率を示した。これにより、この戦車は動的な戦場や突破作戦、特に戦車戦のほとんどが1,500メートル以内で行われる中央ヨーロッパで大きな利点を得ることができた。
敵による発見を防ぎ、また、被弾率を低くするため全高を低くするというソ連戦車の設計思想がよく現れている。それによって乗員の居住性が犠牲となり、砲身の俯角がほとんど取れないという欠点が生じている。(俯仰角は-6°から+16°)
砲弾の装填は装填手が手動で行い、射撃後の空薬莢を邪魔にならないよう砲塔後部の小ハッチから自動的に排出する機構（自動排莢装置）を持つ。発射後には仰角3.5度に砲が固定される。これには装填速度向上だけでなく、排莢時の有害な燃焼ガスの車内への充満を防ぐ効果もあった。NBC兵器による汚染が警戒される場合などでは、任意に自動排莢を停止することも可能である。砲塔内部にはT-55と同様にNBC防御用PAZシステムを装備し、設置場所はT-55の砲塔右前方から、砲塔後部の排莢ハッチ下へ変更された。
なお、T-62は標準で潜水渡渉能力を持ち、シュノーケルを装備すると共に機関室上面の開口部を塞ぐための水密扉が装備されている。自動排莢機構が投棄する薬莢により、機関室上面の水密扉が損傷することを防ぐため、格納状態の水密扉にはこれを覆う形で防護板が備えられている。
1983年以降、対戦車ミサイルに対するアクティブ式防御装置を搭載したり、主砲からミサイルを発射できるように近代改修された車両も多く存在している。

## 比較
|          | T-14                                      | T-90                                      | T-80U                                                       | T-80                               |
| -------- | ----------------------------------------- | ----------------------------------------- | ----------------------------------------------------------- | ---------------------------------- |
| 画像     |                                           |                                           |                                                             |                                    |
| 世代     | 第3.5世代                                 | 第3世代                                   | 第3世代                                                     | 第3世代                            |
| 全長     | 10.8 m                                    | 9.53 m                                    | 9.55 m                                                      | 9.55 m                             |
| 全幅     | 3.5 m                                     | 3.78 m                                    | 3.6 m                                                       | 3.6 m                              |
| 全高     | 3.3 m                                     | 2.23 m                                    | 2.2 m                                                       | 2.2 m                              |
| 重量     | 55 t                                      | 46.5 t                                    | 46 t                                                        | 42.5 t                             |
| 主砲     | 2A82-1M 125mm滑腔砲                       | 2A46M/2A46M-5 51口径125mm滑腔砲           | 2A46M-1/2A46M-4 51口径125mm滑腔砲                           | 2A46M-1/2A46M-4 51口径125mm滑腔砲  |
| 装甲     | 複合+爆発反応+ケージ （外装式モジュール） | 複合+爆発反応+ケージ （外装式モジュール） | 複合+爆発反応 （外装式モジュール）                          | 複合+爆発反応 （外装式モジュール） |
| エンジン | 液冷4ストローク X型12気筒ディーゼル       | 液冷4ストローク V型12気筒ディーゼル       | ガスタービン or 液冷2ストローク 対向ピストン6気筒ディーゼル | ガスタービン                       |
| 最大出力 | 1,350 - 2,000 hp                          | 840 - 1,130 hp                            | 1,000 - 1,250 hp                                            | 1,000 - 1,250 hp                   |
| 最高速度 | 80 – 90 km/h                              | 65 km/h                                   | 70 km/h                                                     | 70 km/h                            |
| 懸架方式 | 不明                                      | トーションバー                            | トーションバー                                              | トーションバー                     |
| 乗員数   | 3名                                       | 3名                                       | 3名                                                         | 3名                                |
| 装填方式 | 自動                                      | 自動                                      | 自動                                                        | 自動                               |

|          | T-72                                | T-64                                                       | T-62                                | T-55                                | T-54                                |
| -------- | ----------------------------------- | ---------------------------------------------------------- | ----------------------------------- | ----------------------------------- | ----------------------------------- |
| 画像     |                                     |                                                            |                                     |                                     |                                     |
| 世代     | 第2.5世代 （B型以降第3世代）        | 第2.5世代                                                  | 第2世代                             | 第1世代                             | 第1世代                             |
| 全長     | 9.53 m                              | 9.2 m                                                      | 9.3 m                               | 9.2 m                               | 9 m                                 |
| 全幅     | 3.59 m                              | 3.4 m                                                      | 3.52 m                              | 3.27 m                              | 3.27 m                              |
| 全高     | 2.19 m                              | 2.2 m                                                      | 2.4 m                               | 2.35 m                              | 2.4 m                               |
| 重量     | 41.5 t                              | 36～42 t                                                   | 41.5 t                              | 36 t                                | 35.5 t                              |
| 主砲     | 2A46M/2A46M-5 51口径125mm滑腔砲     | 2A21 55口径115mm滑腔砲 2A46M 51口径125mm滑腔砲 （A型以降） | U-5TS（2A20） 55口径115mm滑腔砲     | D-10T 56口径100mmライフル砲         | D-10T 56口径100mmライフル砲         |
| 装甲     | 複合 （B型以降爆発反応装甲追加）    | 通常                                                       | 通常                                | 通常                                | 通常                                |
| エンジン | 液冷4ストローク V型12気筒ディーゼル | 液冷2ストローク 対向ピストン5気筒ディーゼル                | 液冷4ストローク V型12気筒ディーゼル | 液冷4ストローク V型12気筒ディーゼル | 液冷4ストローク V型12気筒ディーゼル |
| 最大出力 | 780 - 1,130 hp/2,000 rpm            | 700 hp/2,000 rpm                                           | 580 hp/2,000 rpm                    | 580 hp/2,000 rpm                    | 520 hp/2,000 rpm                    |
| 最高速度 | 60 km/h                             | 65 km/h                                                    | 50 km/h                             | 50 km/h                             | 50 km/h                             |
| 懸架方式 | トーションバー                      | トーションバー                                             | トーションバー                      | トーションバー                      | トーションバー                      |
| 乗員数   | 3名                                 | 3名                                                        | 4名                                 | 4名                                 | 4名                                 |
| 装填方式 | 自動                                | 自動                                                       | 手動                                | 手動                                | 手動                                |

## 運用

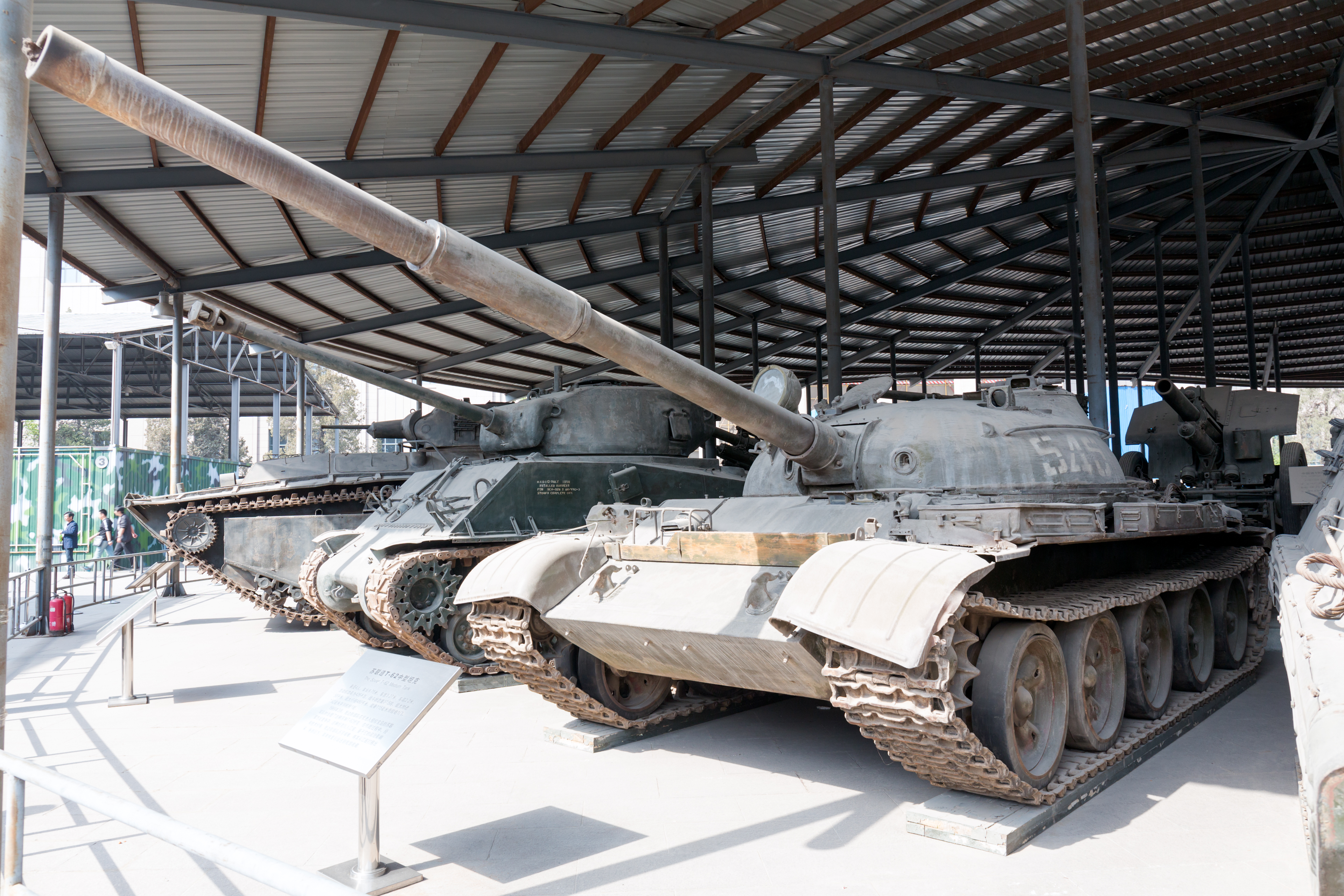
中国人民革命軍事博物館で展示されるT-62

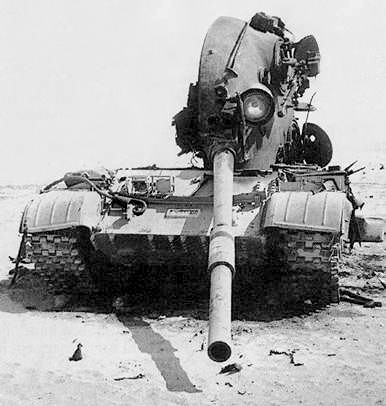
73イースティングの戦いで撃破されたT-62

初実戦は1968年のドナウ作戦であり、T-55やT-10重戦車等と共にチェコスロバキア軍やプラハ市民の制圧に従事した。その翌年に発生した中ソ国境紛争で3両のT-62が投入されたが、中国軍側が設置した対戦車地雷や56式火箭筒による対戦車攻撃等で全車両が行動不能となり、その場で放棄された。その内の1輌が中国側に鹵獲され、69式戦車の開発に役立てられたほか、プロパガンダのために北京で展示された。
T-62は、ワルシャワ条約機構内ではブルガリアを除いたほとんどの国家で採用されず、チェコスロバキアやポーランドでのライセンス生産も行われなかった。一方でエジプトやシリア等の中東・アフリカ諸国や親ソ国家で採用され、第四次中東戦争などで用いられたが、本来の想定戦場であるヨーロッパの大平原と異なり、中東の複雑な地形では前述の遠距離射撃性能の悪さや俯角の取れない点などで戦果は芳しくなかった。戦争を通じイスラエル国防軍に多数が鹵獲されTiran-6として戦力化されているが、中距離までなら威力と精度が必要充分として、同様に鹵獲されたT-55で行われた主砲換装などの凝った改造までは施されていない。
また、共産主義時代のアフガニスタン政府軍にソ連軍撤収時に170輌が譲渡、後の内戦時には各勢力により使用された。後のアメリカ軍のターリバーン攻撃時にも、北部同盟に対しロシアからT-55と共に新たに供与されている。ロシアでも運用は続き、チェチェン紛争に投入されたロシア国内軍のT-62Mは映像にしばしば登場している。T-62は自動装填装置を搭載したT-64以降のソ連戦車と異なり、砲塔直下の床下に弾薬庫がないため地雷などに対し砲弾の誘爆が起きにくく、意外なタフさを見せた。
北朝鮮では「天馬号/天馬虎」の名でライセンス生産されており、「暴風号/暴風虎」および「先軍号」の基にもなっている。
イラクでは共和国防衛隊で運用されていたが、湾岸戦争でアメリカ軍のM1A1に敗北した。
本来、T-54/55を代換すべきT-64の開発・実用化と量産がはかどらなかったため、T-62は予定以上に生産、T-72が開発・配備された後も近代化改修が施され長らく使用されたが、冷戦終結後の軍縮により退役しスクラップになった車両も相当な数に上っている。たとえば南オセチア紛争で使用された際には、敵に撃破されるものよりはるかに多くの故障による損失を出しロシア兵を悩ませたという。
その後もロシア軍には2011年段階で約900輌、うち稼働150輌が残っていたが、2013年に全車退役が決定され、分解整備の後、輸出に回されることとなったとの報道もあった。しかし2018年には保管されているT-62を復帰させ輸送する訓練が行われている。
2021年には、代替となる予定であったアップグレード版T-90Mの開発とT-14の量産遅延と価格高騰が影響し、T-62の退役・代替は一向に進んでおらず、2018年以降も度々演習に参加。2021年9月には、第103装甲修理工場がアップグレード版T-62を発表。赤外線カメラ、レーザー距離計など新しい電子光学・照準システムが搭載され視界が2000 mに拡大、メタロポリマー混合装甲、コンタークト1爆発反応装甲やスラット装甲の追加など防護やエンジンもアップグレードされた。開発から半世紀以上経つT-62はまだしばらくロシア軍内で運用されることになる。
2022年2月に勃発したロシアによるウクライナ侵攻の際には、開戦から間もなくしてロシア軍で運用する戦車の消耗が激化したため、3月末の時点で予備兵器として保管されていたT-62Mの再導入が試みられた。T-62Mは1ヶ月ほど掛けて整備が行われ、5月末頃には復帰したT-62Mから編成される大隊戦術群がロシア領内に配置されたとみられている。また、光学サイトの代わりに新しいサーマルサイトを装備した近代化モデルも目撃されている。
一方で、あまりにも旧式であるためウクライナ軍陣地への突撃を行う運用は避け、自走式の榴弾砲として後方で運用する事例も見られた。

## バリエーション

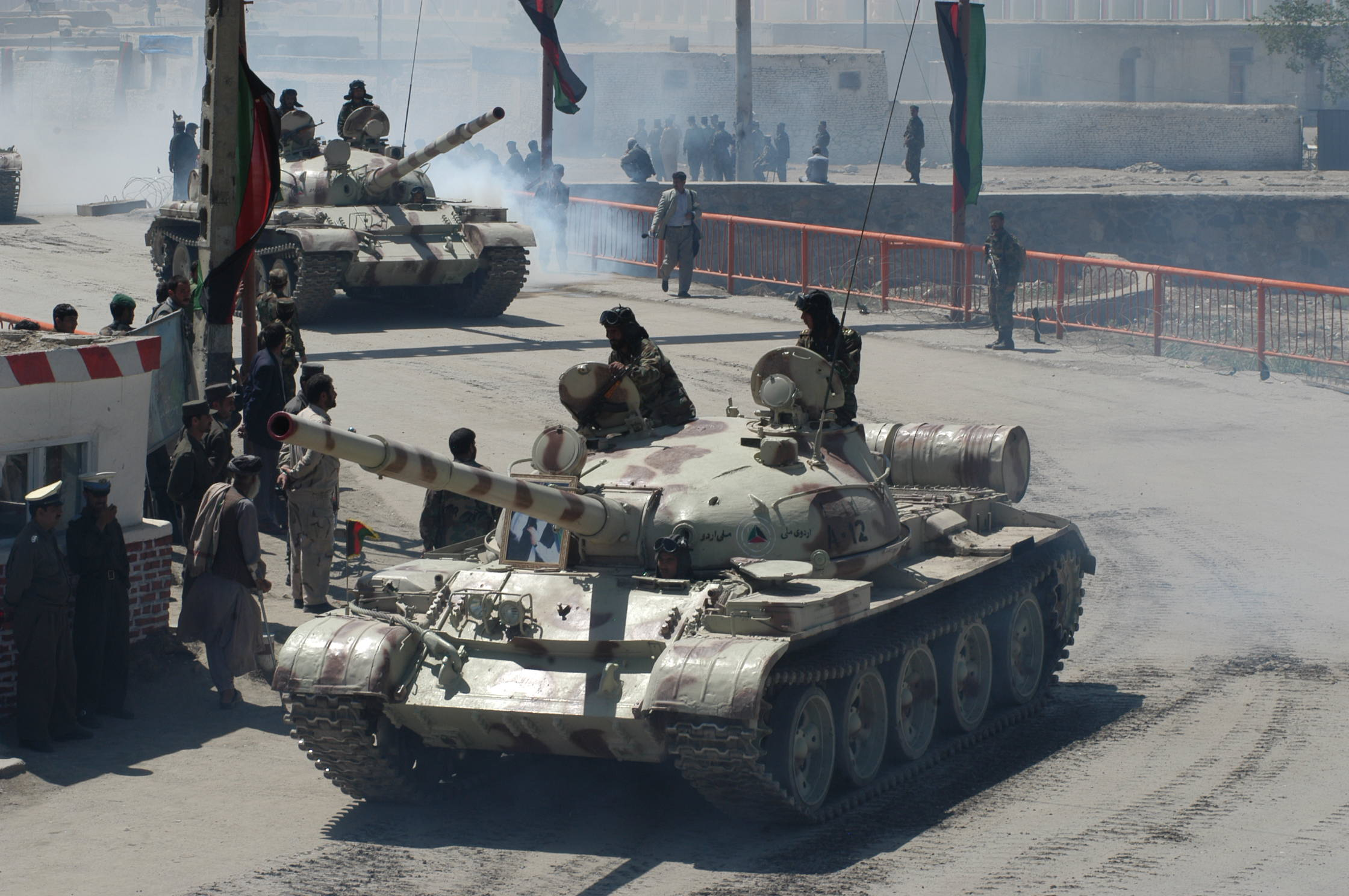
T-62 アフガニスタン軍の装備車両
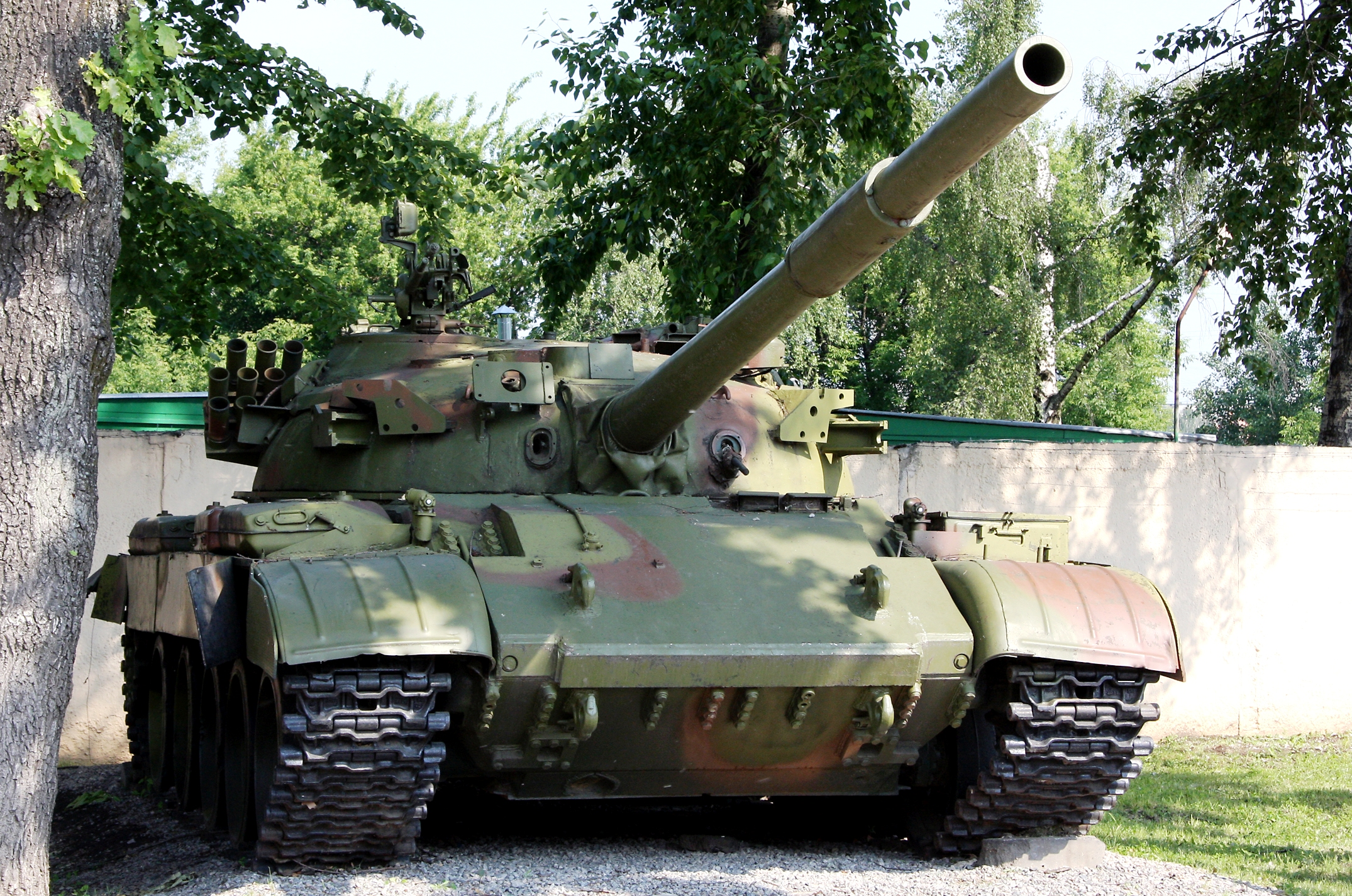
T-62D モスクワ・スヴォーロフ軍事学校の保存車
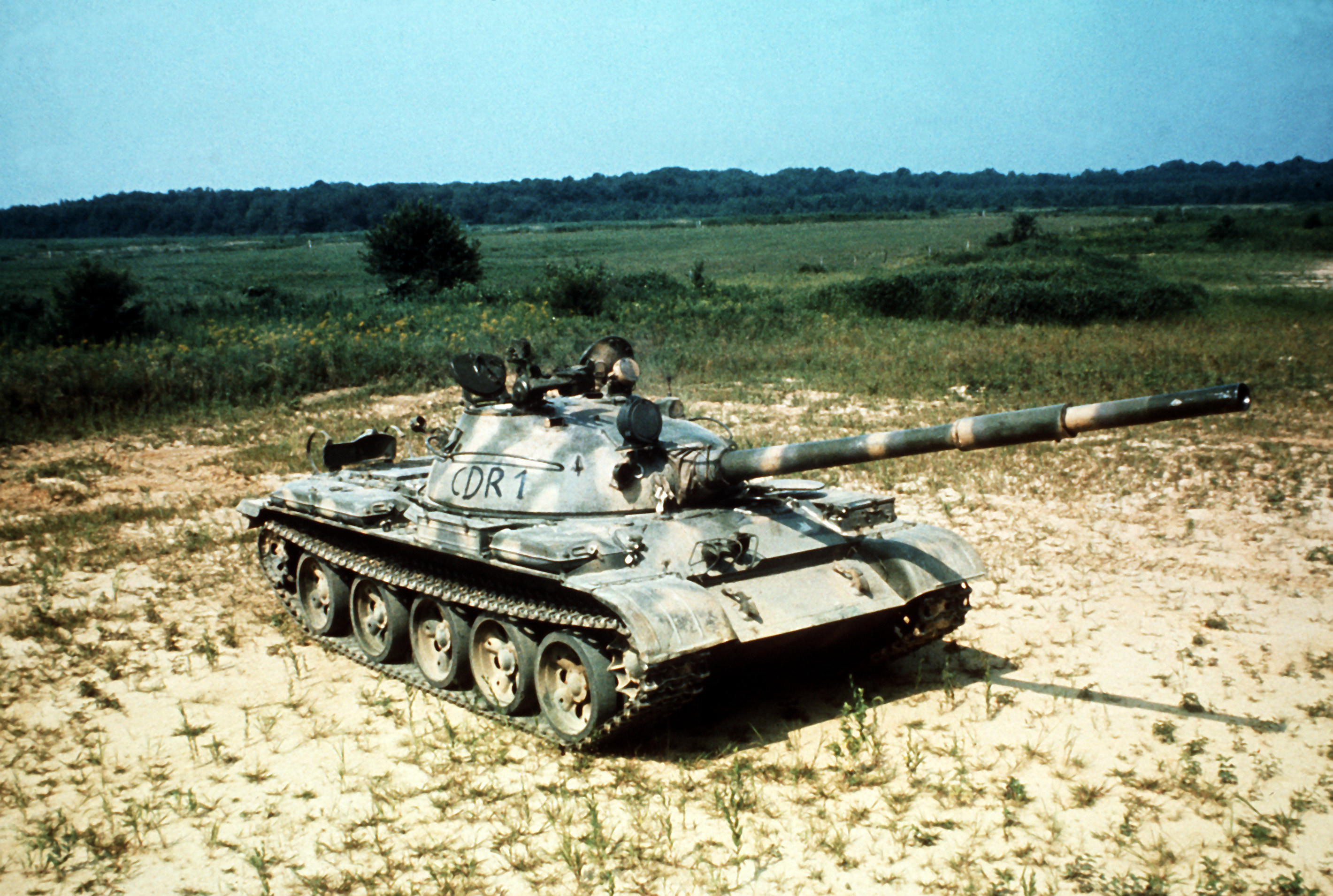
T-62 砲塔上面機銃装備型 NATO呼称"T-62A"型。イスラエルに鹵獲されたシリア軍の車両で、アメリカ軍により詳細なテストを受けた有名な車両
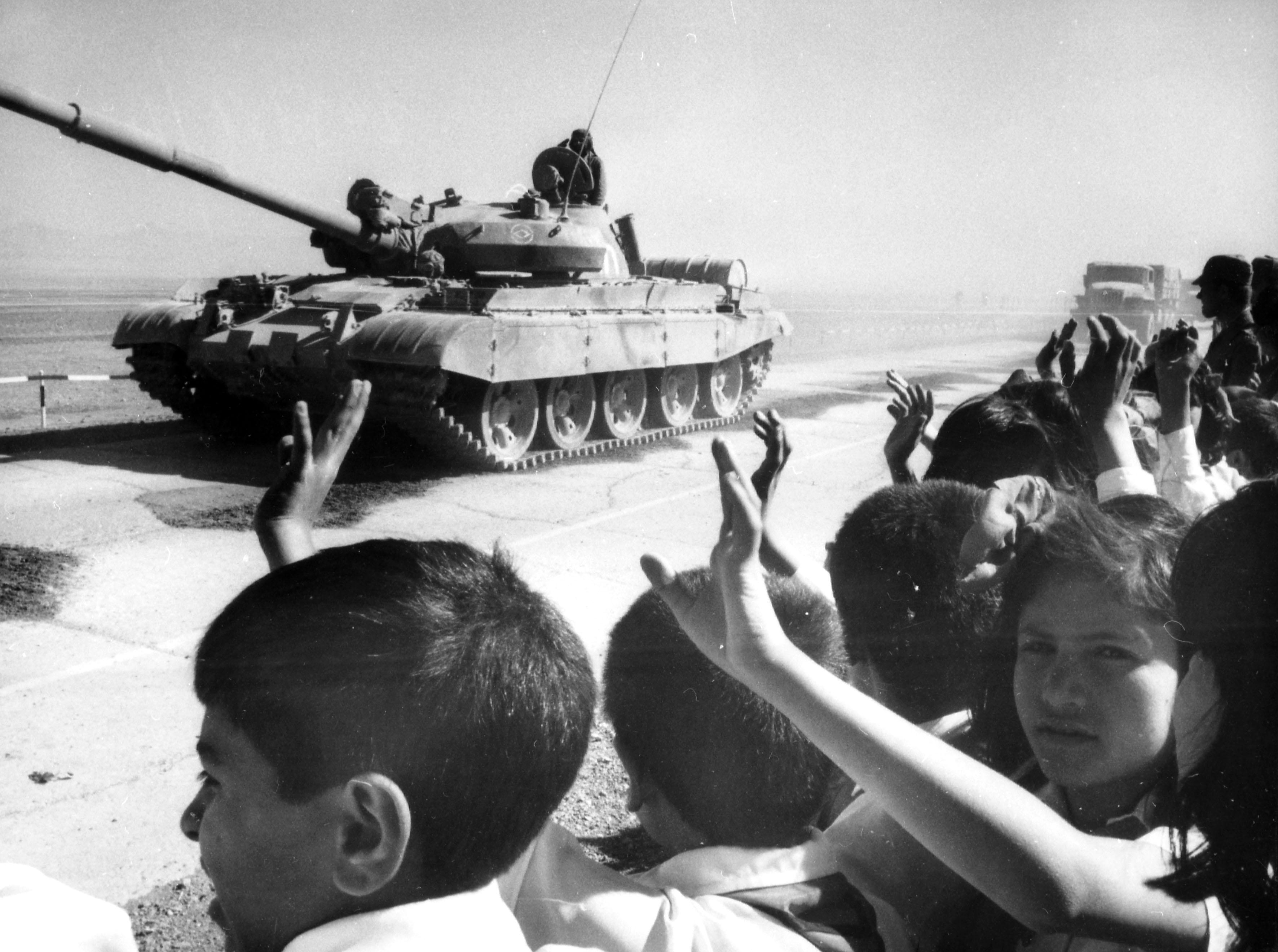
T-62M ソ連軍がアフガニスタンから撤退する際の撮影
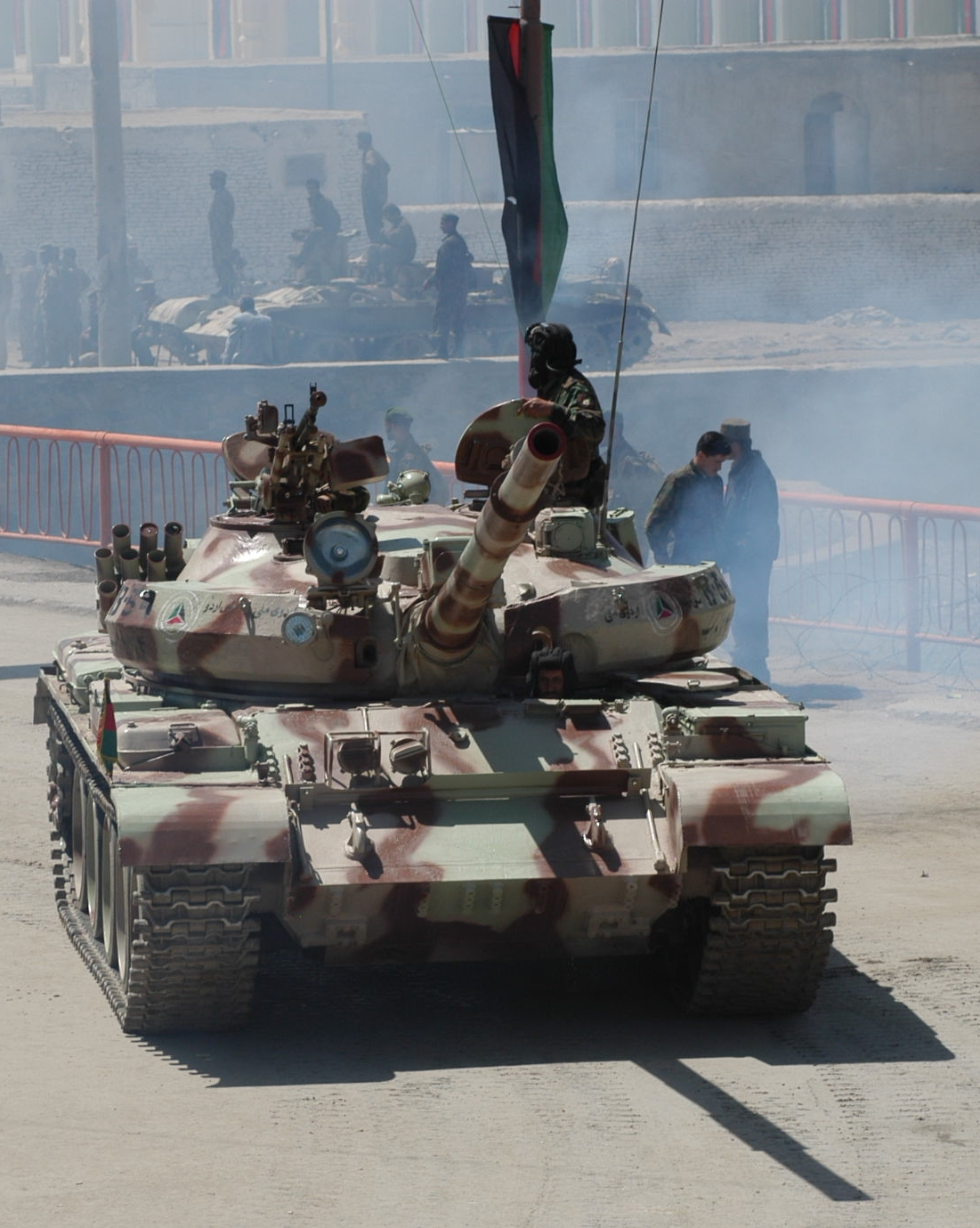
T-62M1 アフガニスタン軍の装備車両

T-62A
100 mm ライフル砲 D-54TSを装備した型。オブイェークト165を量産したもの。少数が生産され配備された。
なお、NATOコードネームでは115 mm 滑腔砲装備のT-62のうち装填手用ハッチに12.7 mm重機関銃を装備するタイプを"T-62A"と呼称しているが、これはNATO独自の命名である。
T-62 1960年型（T-62 Obr.1960）
初期生産型のうち前期の生産型。115 mm滑腔砲 U-5TSを装備した型。オブイェークト166の量産型。
T-62K
T-62の指揮戦車型。無線機を追加搭載し、増設した無線装置用の発電機と大型アンテナを装備している。
T-62KN
T-62Kに広域ナビゲーションシステムを追加搭載した能力増強型。
T-62 1967年型（T-62 Obr.1967）
初期生産型のうち後期の生産型。1960年型とはエンジンデッキの形状が一部異なる。後に装填手用ハッチが1972年型と同じ12.7mm重機関銃を装備するものに交換されている。NATO名称"T-62A"。
T-62 1972年型（T-62 Obr.1972）
後期生産型。装填手用ハッチが12.7 mm重機関銃を装備するものに変更されている。NATO名称"T-62A"。
T-62 1975年型（T-62 Obr.1975）
後期生産型の改修仕様。レーザー測距器を装備したもの。
T-62M
近代化改修型。T-72およびT-64A相当の能力向上を目的として開発が開始された。主な改修点として以下の点が挙げられる。
- デジタル式射撃管制装置（FCS）の導入
- 9M117「バスチオン」（英語版）対戦車ミサイル運用能力の獲得。
- 砲身へのサーマルスリーブの装着。
- 砲塔および車体前面へのBDD複合増加装甲の装着。
- 車体底面前部への増加装甲板の装備。
- 放射線対策として砲塔内壁へのライナーの装着。
- 無線機および車内通話装置を新型に換装。
- 砲塔後部左右への８連装発煙弾発射機の装備。
- エンジンをV-55の出力強化型（629馬力）に更新。
- 車体側面へのゴム製サイドスカートの装着。

1985年までに785両のT-62がM型に改修されており、最終的に1,000両前後がM型に改修されたとされている。NATOでは当初の識別名称を"T-62E"と呼称していた。
T-62M-1
T-62MのうちエンジンをV-46-5Mディーゼルエンジンに換装した型。
T-62M-1-2
M-1型の内、BDD複合増加装甲を装着していない型。
T-62M1
9M117対戦車ミサイルの運用能力を装備していない型。
T-62M1-2
M1型のうちエンジンをV-46-5Mディーゼルエンジンに換装した型。
T-62M-2
M1-2型のうち車体前面の増加装甲を装備していない型。
T-62D(T-62MD)
M型にドローストアクティブ防護システムを装備した型。
T-62MD-1
D型のうちエンジンをV-46-5Mディーゼルエンジンに換装した型。
T-62MK
T-62Mの指揮戦車型。
T-62MK-1
MK型のうちV-46-5Mディーゼルエンジンを搭載した型。
T-62MV
砲塔及び車体に増加装甲ではなく爆発反応装甲（ERA）を装着したタイプ。
T-62MV-1
T-62M-1と同様、エンジンをV-46-5Mディーゼルエンジンに換装した型。
T-62M1V
T-62M1と同様、9M117対戦車ミサイルの運用能力を装備していない型。
T-62M1V-1
M1V型のうちエンジンをV-46-5Mディーゼルエンジンに換装した型。
- T-62
アフガニスタン軍の装備車両
- T-62D
モスクワ・スヴォーロフ軍事学校の保存車
- T-62 砲塔上面機銃装備型
NATO呼称"T-62A"型。イスラエルに鹵獲されたシリア軍の車両で、アメリカ軍により詳細なテストを受けた有名な車両
- T-62M
ソ連軍がアフガニスタンから撤退する際の撮影
- T-62M1
アフガニスタン軍の装備車両

## 派生型

### ソビエト連邦

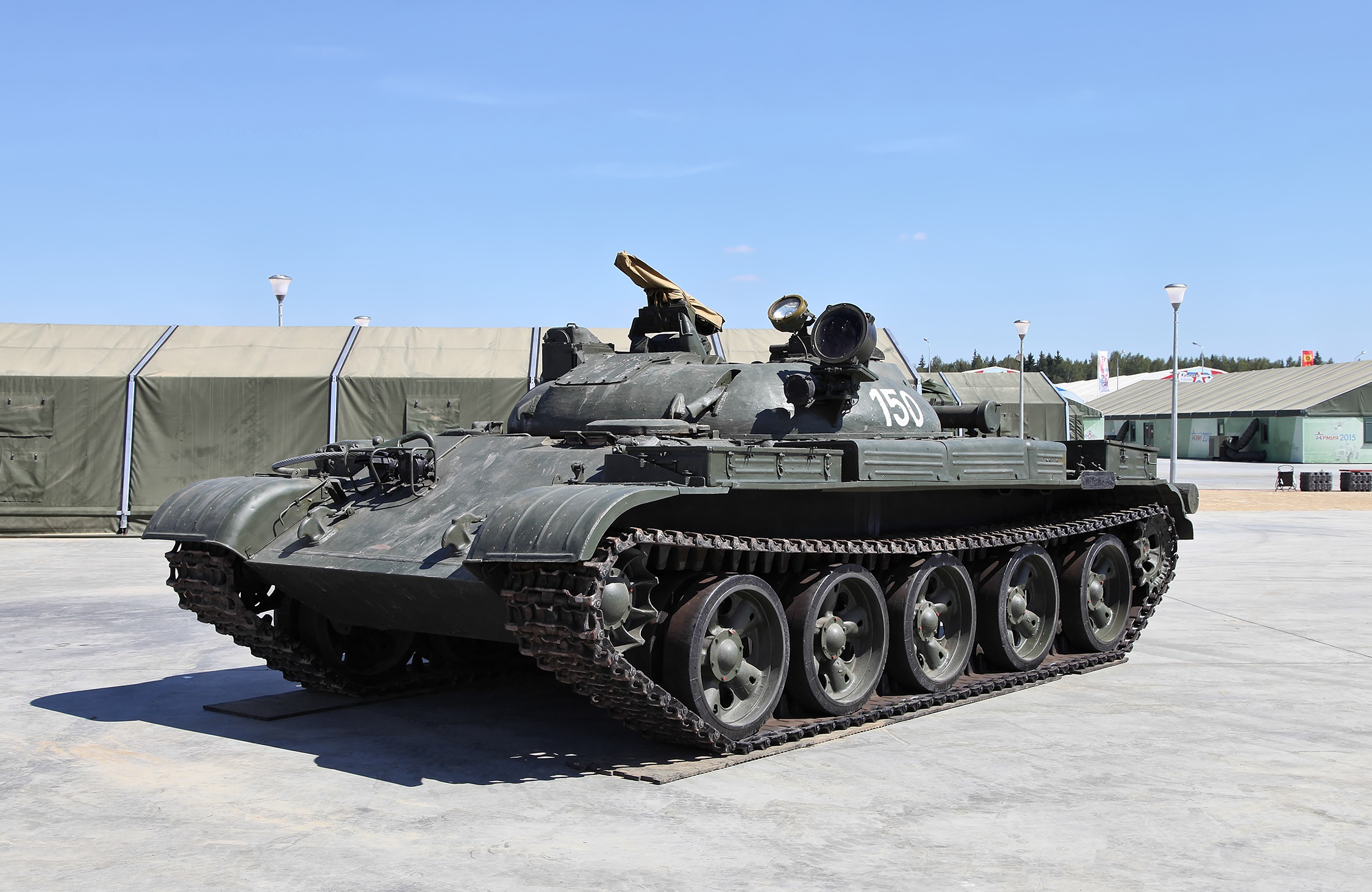
IT-1

T-62/122
122㎜榴弾砲を装備した戦闘工兵車型。
T-62/160
160mm迫撃砲とBTUを装備した戦闘工兵車型。
T-67
125mm戦車砲を装備しT-72のドライブトレインを装備した駆逐戦車型。
TO-62
主砲同軸機銃に替えて火炎放射装置を搭載し、車内に燃料タンクを装備した火炎放射戦車型。
IT-1駆逐戦車

T-62の車体に戦車型より平たい無砲身の砲塔を持つ対戦車ミサイル駆逐戦車。ミサイルは自動装填式で、発射機は装填後砲塔上に跳ね上がるように展開し、発射される。砲塔前面206 mm・車体前面100 mmと、この手の車輌としては極めて重装甲だった。1968年-70年の間に生産され部隊に配備された。

BTS4-V
砲塔を搭載しないT-62の車体にウインチ、収納箱、牽引機、折りたたみ式3t小型クレーン他の回収機材と折り畳み式の塔状シュノーケル（カニングタワー）を搭載した装甲回収車型。
BTS4-V1
既存のT-62よりBTS4-Vに準じた仕様に改修された型。
BTS4-VZ
T-62の損傷車両を改装した回収戦車型。砲塔の替わりにドーム状の上部構造物を搭載し、ドーム天頂部のハッチにはDShK1938/46対空重機関銃が備えられている。ウインチその他の回収機材は搭載せず可能なのは単純な牽引回収作業のみである。
IT-1-T
現役から外されたIT-1から武装を撤去して配備された装甲回収車型。後にBTS4-Vに再改装されている。
IT-130
T-62の車体に密閉式の固定式戦闘室を設け、52口径130 mmカノン砲を装備した駆逐戦車型。1960年代に開発・生産されて部隊配備され、短期間運用された後、後述のT-62T戦車回収車に改装された。
当車種に関しては資料が乏しく、実車の写真や残存車両が存在していないため、実在に関しては疑問視する考察もある。

T-62T
上述のIT-130の武装を撤去して回収戦車に改装された車両。IT-130同様、実在については確定していない。
インパルス2M
廃止されたT-62に、砲塔リングの回転可能なマウントと前面のドーザーブレードを装備。火炎遅延発射体用の50ラウンド発射システムを備えた消防車型。

### アルジェリア
BMPT-62
アルジェリアがT-62を戦車支援戦闘車に改造した車両。余剰となったT-62から砲塔を撤去し、BMP-2Mと同型のベレジョーク砲塔モジュールを新たに搭載している。ウクライナ軍もロシア軍から鹵獲したT-62と損傷したBMP-2を使用して同様の改造を行っているとされる。

### イスラエル

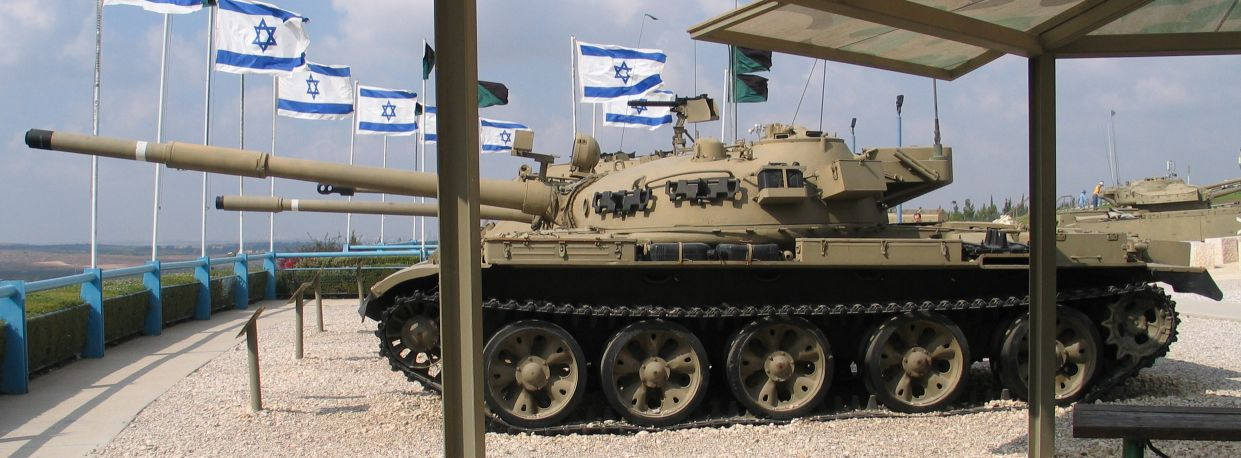
Tiran-6

鹵獲車輌をイスラエルが改造したもの。砲塔の側面と後部に大型の雑具箱を取り付け、砲身基部に12.7 mm重機関銃M2を装備するなどの手が加えられた。イスラエル陸軍の予備役装備となっていたものは、T-54/55ベースのTiran-4/5と異なり、主砲の換装など大がかりな改造は施されていなかった。
後に南米などに転売され、レーザー測距儀と砲手用の赤外線式暗視装置を搭載し、車体前面と砲塔の前面と側面に爆発反応装甲を取り付け、エンジンをアメリカ、ゼネラルモーターズ社製のディーゼルエンジンに換装している。

### ウクライナ
T-62AG
2000年代にO・O・モローゾウ記念ハルキウ機械製造設計局が開発した輸出用の近代化改修型。主砲を国産のKBA-3 125mm滑腔砲またはKBM-2 120㎜滑腔砲に換装し、エンジンとして5DTF(700馬力)を搭載している。また対空機銃をDShKMからNSVTに更新しており、車体と砲塔に国産のニージュ爆発反応装甲を装着している。

### 北朝鮮
天馬（チョンマ）

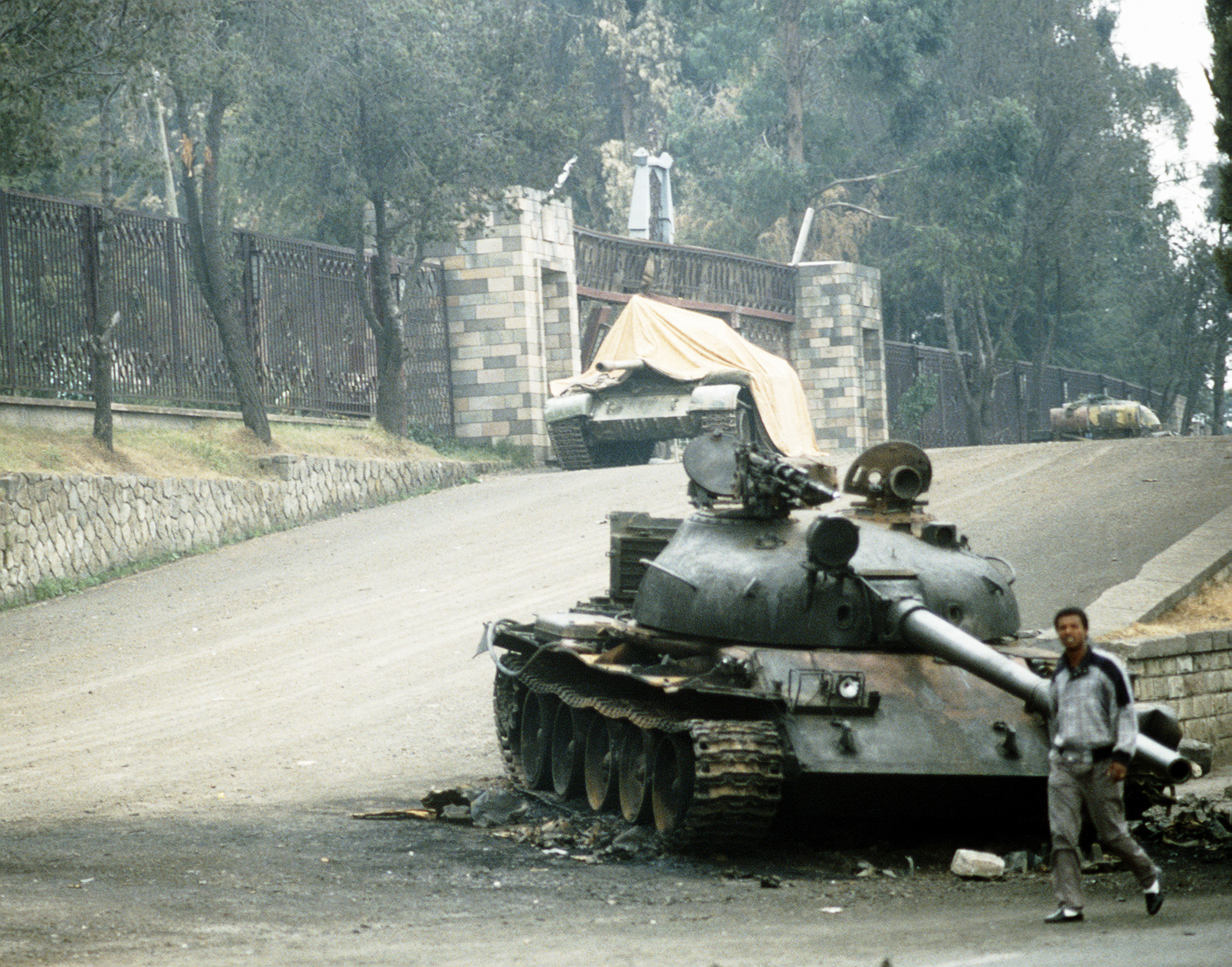
アディスアベバ市内で撃破された天馬(1991年)

天馬（チョンマ）（천마）（Sky Horse）
朝鮮民主主義人民共和国(北朝鮮)は1976年にT-62を「天馬」の名称でライセンス(またはコピー)生産することに成功し、1978年から量産を開始した。1980年代から朝鮮人民軍陸軍の装甲師団に本格配備されたほか、1982年から1985年にかけてイランとエチオピアに輸出されている。

天馬
基本型。北朝鮮独自の仕様として、対空機関銃をKPVT 14.5 mm機関銃に強化し、砲塔に14.5mm弾の予備弾薬箱を取り付けられるよう砲塔側面の手摺を左右１本ずつに再設計されている。また砲塔後部を拡張し、砲塔周りと車体側面にスラットアーマー用の取付マウントを追加した改修型も確認されている。
天馬虎-2
主砲基部に国産のレーザー測遠器を装備。1985年の祖国解放戦争戦勝40周年記念パレードで初めて確認された。
天馬虎-3(M-1992)
天馬虎-2の発展型。新型レーザー測遠器の搭載、砲塔を溶接砲塔に変更、砲塔側面に8連装発煙弾発射機と爆発反応装甲(ERA)を装備、車体側面にサイドスカートを追加している。1992年の朝鮮人民軍創立60周年記念パレードで初めて確認された。
天馬虎-4/5
1990年代に開発された派生型。主砲としてD-81T 125mm滑腔砲の北朝鮮製コピーを搭載し、レーザー側遠機を新型に換装、発煙弾発射機の配置も変更している。
天馬-92
天馬虎-3に酷似した改良型。砲塔側面の発煙弾発射機を４連装のものに変更、ERAを砲塔周囲や車体側にも装着している。
天馬-98
天馬-92の発展型。砲塔とサイドスカートの形状を変更しており、エンジンを新型に換装している。またERAを装着しておらず、以降の派生型でもERAの装着例は確認されていない。
天馬-214
2001年に確認された天馬-98の改良型。車体側面のサイドスカートに鋼板を増設し、砲塔前面にゴム製フラップ付きのアップリケアーマーを装着している。このアップリケアーマーはAPDS弾に対してRHA換算値で100mm、HEAT弾で200mm程の防護力を発揮すると推測されている。また駆動輪の形状がT-72に酷似した形状になっており、射撃統制システム関係でもT-72由来の改良が加えられていると推測されている。
天馬-215/天馬-216(暴風号、暴風虎)
北朝鮮が天馬-214を基に開発した新型戦車。アメリカ国防総省によるコードネームは“M-2002”。
先軍-916
天馬-215の改良型とされる新型戦車。

### ブルガリア
TV-62
ブルガリアがT-62を基に独自開発した回収戦車型。
TV-62M
ブルガリアがT-62Mの回収戦車型として独自に開発した車両。車体のみの無砲塔型であったTV-62に対し、BTS4-V2に類似したドーム型の上部構造物を備えているが、BTS4-V2と異なり2組のキューポラを備えている。

## 運用国

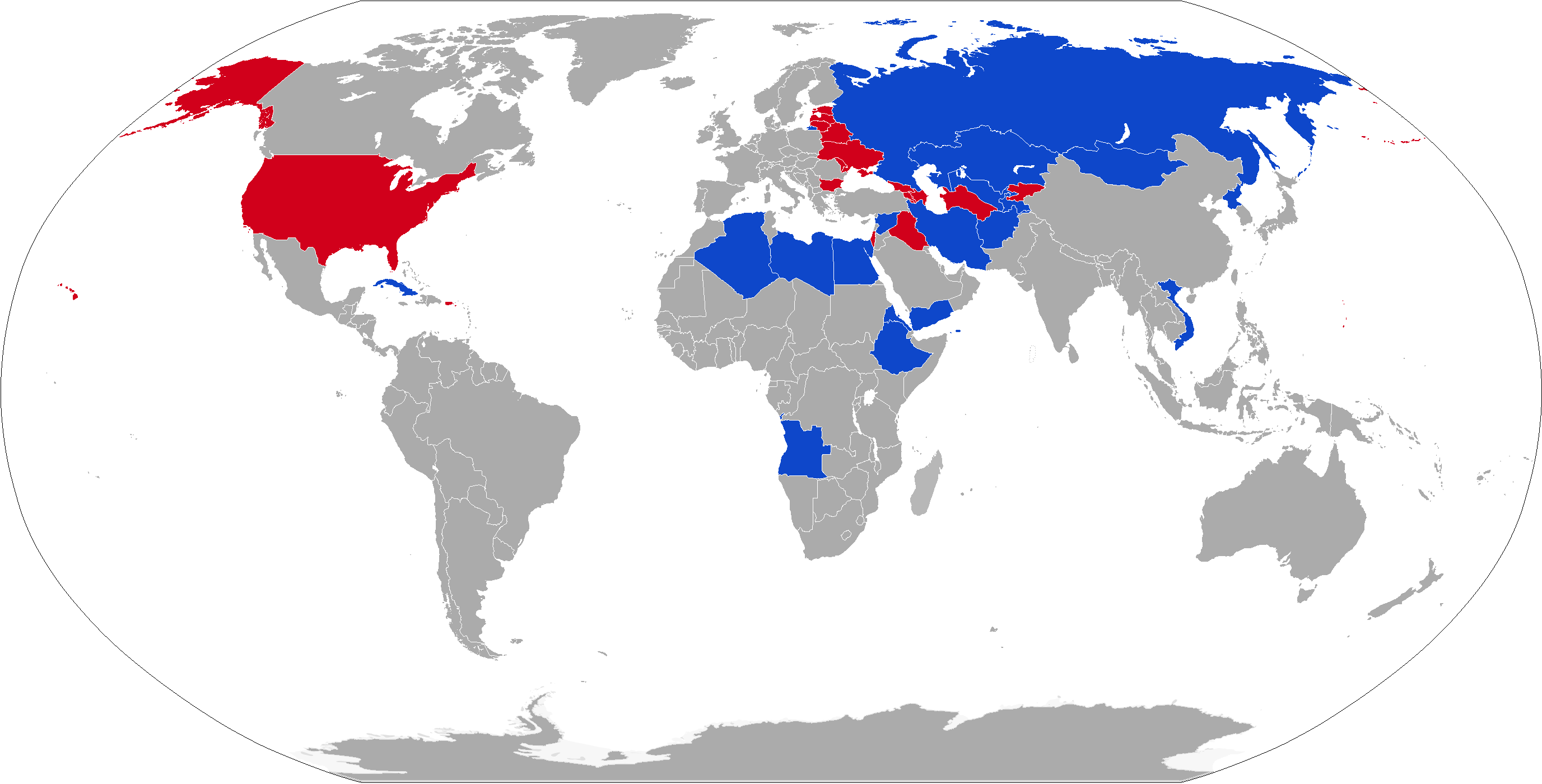
T-62 運用国
青が2022年現在の運用国 赤がかつて運用していた国

- アルジェリア
- アンゴラ
- キューバ
- ジブチ
- エジプト[注釈 2]
- エリトリア
- エチオピア
- ジョージア
- イラン
- カザフスタン
- リビア
- モンゴル
- モザンビーク
- 北朝鮮[注釈 3]
- 西サハラ
- ロシア
- 南オセチア
- シリア
- スーダン
- タジキスタン[注釈 4]
- ウズベキスタン[注釈 5]
- ベトナム
- イエメン

退役国
- アフガニスタン
- イスラエル[注釈 6]
- ベラルーシ
- ブルガリア
- イラク
- ソビエト連邦
- チャド[注釈 7]
- トルクメニスタン
- ウクライナ
- 北イエメン
- 南イエメン

研究目的で運用
- アメリカ合衆国 - 第四次中東戦争後にイスラエルとエジプトから入手[1]。
- 中華人民共和国 - 中ソ国境紛争で鹵獲した車両を研究用として運用した。

不採用
- チェコスロバキア - 導入を検討していたが、単体コストの問題等で採用せず[1]。

## 登場作品

### 漫画・アニメ
『気分はもう戦争』
中ソ戦争開戦時に、ソ連軍機甲部隊の装備車輌が国境の監視塔を砲撃して破壊。その13日後、アゼルバイジャンのガンダル村で、主役の義勇兵三人組が仕掛けた爆薬で1輌が筒内爆発をおこして撃破される。なお開戦62日後のランチョウ線での戦闘で、義勇兵三人組と中国兵が共に戦ったのはT-54 1953年型(1コマのみT-55初期型も)装備の部隊で、これが高荷義之による単行本表紙イラストではT-72になっている。

### ゲーム
『Project Reality（BF2）』
自由シリア軍の主力戦車（MBT）として登場。現実と同様、砲手、運転手など他のプレイヤーと複数名でなければ操作ができない。
『War Thunder』
ソ連陸軍の中戦車ツリーでT-62（1960年型 オブイェークト166）として開発可能。
『World of Tanks』
ソ連中戦車T-62A（オブイェークト165）として開発可能。
『コール オブ デューティ ブラックオプス2』
MPLAの主力戦車として何両か登場するが、プレイヤーが操縦するSA 316 アルエットIIIからのロケット弾攻撃を受けて破壊される。また、メネンデスの情報を得るため協力することになるムジャーヒディーンが保有する唯一の戦車として1両だけ登場するが、ソ連軍からの攻撃を受けてあっさり破壊されてしまう。
『マーセナリーズ』
北朝鮮反乱軍の主力戦車として登場する。